# Калин-царь
Ка́лин-царь (иначе Га́лин, Ка́ин, Калин царь Калинович) — эпический татарский царь, нередко упоминаемый былинами.
Обычные его эпитеты: собака, вор, проклятый. Калин осаждает Киев с сорока царями, с сорока королями, у которых у каждого силы по сороку тысячей (всего — 3,2 млн), и посылает с татарином письмо князю Владимиру с требованием без боя сдать Киев. Освободителем города, по одним былинам, является Илья Муромец, по другим — его племянник Ермак Тимофеевич.
Илья едет с подарками князя к Калину, чтобы просить отсрочки, а когда Калин не соглашается, начинает избивать его войско. Татары делают подкопы, в которые попадает с конём Илья Муромец. Когда, скрутив его чембурами, татары по приказанию Калина ведут его на казнь, Илья, освободив руки, схватывает татарина и, махая им, прочищает себе дорогу и приколачивает всю силу татарскую.
Калин бежит с позором и заклинается впредь ходить на Русь. Иногда в роли Калина выступает Мамай. Былины о Калине принадлежат к числу тех, в которых сохранились яркие следы отношения Руси к татарам.
Этимологический словарь Фасмера возводит имя «Калин» к тюркоязычному прозвищу «толстяк», тат. калын. Возможно, у данного персонажа существовал определённый исторический прототип, но о том, какой именно, сколь-нибудь определённого единого мнения не существует.

## В кино
- Илья Муромец (1956; СССР) режиссёр Александр Птушко, в роли Калина Шукур Бурханов.